# Paolo Flores d’Arcais
Paolo Flores d’Arcais (* 11. Juli 1944 in Cervignano del Friuli) ist ein italienischer Philosoph und Journalist, Herausgeber des Magazins MicroMega. Er schreibt unter anderem in Zeitungen wie El País, La Repubblica, der Frankfurter Allgemeinen Zeitung und der Gazeta Wyborcza und gilt als „einer der bedeutendsten Theoretiker der gegenwärtigen italienischen Linken“.

## Leben
Paolo Flores d’Arcais wurde mit einer Arbeit über Adam Smith und Karl Marx an der philosophischen Fakultät der Universität La Sapienza in Rom promoviert. Dort ist er weiterhin lehrend und forschend tätig.
Seine größten Vorbilder für seine Schriften sind Albert Camus und Hannah Arendt.
Er war eine Hauptfigur in der Bürgerbewegung girotondi im Jahre 2002, die in Opposition zu Berlusconis Justizgesetz entstand.

## Schriften
- Esistenza e libertà : a partire da Hannah Arendt. Genova, Marietti, 1990. ISBN 8821166228
- Etica senza fede. Torino, Einaudi, 1992. ISBN 8806130013
- L’individuo libertario: percorsi di filosofia morale e politica nell’orizzonte del finito. Torino, Einaudi, 1999. ISBN 8806151398
- Il sovrano e il dissidente. Garzanti, 2004
- Il ventennio populista. Da Craxi a Berlusconi (passando per D’Alema?). Fazi, 2006. ISBN 8881127504
- Hannah Arendt. Esistenza e libertà, autenticità e politica. Fazi, 2006

Deutsche Übersetzungen:
- Libertärer Existenzialismus. Zur Aktualität der Theorie von Hannah Arendt. Neue Kritik, Frankfurt am Main, 1993. ISBN 3801502538
- Die Linke und das Individuum : ein politisches Pamphlet. Berlin, Wagenbach 1997. ISBN 3-8031-2283-X
- Die Demokratie beim Wort nehmen. Der Souverän und der Dissident. Berlin, Wagenbach 2004. ISBN 3-8031-2496-4
- Gibt es Gott? Wahrheit, Glaube, Atheismus. Paolo Flores d’Arcais und Joseph Ratzinger. Berlin, Wagenbach 2006. ISBN 3-8031-2531-6